# Табуя, Линда
Линда Табуя (англ. Lynda Tabuya; род. декабрь 1972) — фиджийский государственный и политический деятель. С 24 декабря 2022 года работает министром по делам женщин, детей и борьбы с бедностью Фиджи.

## Биография
Выросла в Ваканисила в провинции Кандаву, по происхождению относится к фиджийцам. Получила образование в начальной школе Ят Сен и школе Ади Какобау, а затем получила степень бакалавра права в Университете Бонда в Австралии и степень магистра права в Университете Вашингтона в Сент-Луисе, США. Работала в Южнотихоокеанском университете ассистентом лектора права. Ушла с должности после того, как была избрана секретарем отделения Народной демократической партии (НДП) в Суве.
В 1996 году стала Мисс Гибискус.
В мае 2014 года была избрана председателем НДП. Участвовала на парламентских выборах 2014 года в качестве кандидата от НДП, но потерпела неудачу, поскольку не смогла преодолеть 5 % барьер. В марте 2017 года была избрана лидером партии, сменив Сивию Коро.
В декабре 2017 года НДП объявила о союзе с Социал-демократической либеральной партией (SODELPA) для выдвижения кандидатов из их списка на парламентских выборах 2018 года. Стала кандидатом SODELPA и впоследствии вышла из НДП. Во время избирательной кампании выступала за повышение минимальной заработной платы и обещала быть «голосом работников» в парламенте. Также представляла интересы лидера SODELPA Ситивени Рабуки в ходе судебного разбирательства по делу о фальсификациях на выборах.
На парламентских выборах 2018 года стала самой популярной женщиной, заняв 5-е место среди всех кандидатов. Свою первую речь в парламенте произнесла 30 ноября 2018 года. В марте 2020 года была арестована и обвинена в нарушении Закона об общественном порядке из-за комментариев в социальных сетях о реакции правительства на пандемию COVID-19. В августе 2020 года с неё сняли обвинения. 25 июля 2021 года была арестована полицией Фиджи после критики действий правительства по внесению поправок в земельное законодательство.
7 января 2022 года объявила, что подала заявление об уходе из SODELPA и вступает в Народный альянс, возглавляемый бывшим премьер-министром Фиджи Ситивени Рабука. В мае 2022 года была назначена заместителем лидера партии вместе с Даниэлем Лобхенданом и Маноа Камикамикой.
В 2022 году была выбрана кандидатом от Народного альянса во время всеобщих выборов на Фиджи. Во время предвыборной кампании была арестована Независимой комиссией Фиджи по борьбе с коррупцией после того, как якобы вымогала деньги. Была избрана в парламент, набрав 11965 голосов. 24 декабря 2022 года была назначена министром по делам женщин, детей и борьбы с бедностью в коалиционном правительстве Ситивени Рабуки.